# Ghislain (Vorname)
Ghislain bzw. Ghyslain ist ein männlicher Vorname.

## Herkunft und Bedeutung
Der Name ist die französische Form von Gislenus, einer lateinischen Form des germanischen Namens Gislin; abgeleitet vom Element Gisil, das Geisel/Pfand bedeutet.  Dies war der Name eines belgischen Heiligen aus dem 7. Jahrhundert.
Die weibliche Form ist Ghislaine/Ghyslaine.

## Bekannte Namensträger
- Ghislain Cloquet (1924–1981), belgischer Kameramann
- Bernard Pierre Marie Thomas Ghislain de L’Escaille de Lier (1874–1957), belgischer Diplomat
- Ghislain Muller (* 1950), französischer Jazzmusiker
- Ghislain de Rasilly (* 1943), französischer Ordensgeistlicher
- Ghislain Vasseur (* um 1935), französischer Badmintonspieler